# Parvovirus caní, tipus 2
El parvovirus de tipus 2 (PCV-2) és el responsable de la parvovirosi, que és una de les malalties contagioses més freqüents als gossos i una de les causes més importants de mortalitat en cadells. Afecta sobretot al tracte digestiu provocant quadres d'enteritis, als glòbuls blancs en la sang i en alguns casos també al múscul cardíac provocant miocarditis no supurativa.
Es tracta d'un virus autònom, sense envolta lipídica que posseeix una càpsida icosaèdrica de 26 nm de diàmetre. El seu genoma codifica dues proteïnes no estructurals NS1 i NS2 que intervenen en la replicació viral i dues proteïnes estructurals VP1 i VP2 que formen la càpsida.
És un virus que es transmet per contacte i molt fàcilment que és resistent a condicions climàtiques externes i als desinfectants comuns li permet sobreviure durant períodes perllongats.
La seva ràpida i sobtada evolució va causar una explosió de parvovirosi en gossos arreu del món a partir de finals dels anys 1970. Aquesta evolució tan sobtada, amb canvis puntuals que han determinat les variants trobades i investigades, a fi de descobrir el seu origen i repercussions, ha servit com a bon model per a estudi de l'evolució viral.

## Història i evolució
El primer virus a ser detectat va ser el PVC-1(també anomenat virus diminut caní o MVC), per Binn l'any 1967. Aquest virus és un parvovirus completament diferent que no es va relacionar amb la malaltia fins al 1992. Provocava quadres d'enteritis, miocarditis i pneumònia en cadells i infecció transplacentària en femelles provocant mort fetal. Però l'any 1978 als Estats Units es va començar a identificar una síndrome que causava vòmits i diarrees i que va tenir un gran impacte econòmic en gosseres per la seva alta mortalitat i morbilitat en gossos. Aquesta síndrome també es va detectar en altres animals salvatges, membres de la familia dels Cànids, com els llops, els coiots, els gossos sud-americans i els ossos rentadors asiàtics. Aquesta síndrome era causada pel PVC-2, que en un moment donat va mutar a partir del Parvovirus Felí (PVF).
Aquesta variant del virus va ser ràpidament reemplaçada per dues variants antigèniques, PVC-2a i PVC-2b, derivades de canvis aminoacídics en la proteïna VP2 del PVF. Tot i ser modificacions petites van donar lloc a canvis importants a nivell antigènic i biològic, proporcionant una major eficiència a l'hora d'unir-se al receptor cel·lular de transferrina i la capacitat d'unir-se també a la versió felina d'aquest receptor. Aquesta millora justifica la substitució del PVC-2 per les seves variants en la naturalesa.
Més tard, en el 2001 es va descobrir a Itàlia la variant PVC-2c on va reemplaçar completament la variant PVC-2b entre el 2000 i el 2005. Després de fer uns estudis retrospectius sobre la propagació d'aquesta nova variant, es va descobrir que provenia d'Alemanya, on els primers aïllaments de PVC-2b daten del 1996. En aquell moment també es va reportar l'existència de PVC-2c al Vietnam, Espanya i Escòcia però actualment aquesta variant també s'està estenent per tot el món. Difereix amb les variants 2a i 2b en l'aminoàcid 426 (canvi d'una serina per un àcid glutàmic), aquest canvi li proporciona major facilitat de propagació. En un primer moment es va determinar que el curs clínic i la mortalitat en animals infectats era menor, però actualment han sorgit investigacions que troben una malaltia més greu que la causada per les variants 2a i 2b. A més un estudi de material fecal de gossos a l'Uruguai mostra que aquesta variant ha reemplaçat tant la variant 2b com la 2a en aquest país indicant que aquest virus té capacitat per reemplaçar les altres variants a tot el món.
Tot i aquests canvis més virulents, les variants del PVC-2 segueixen estretament relacionades amb els altres membres de la familia Parvoviridae com el ja mencionat PVF i el Virus de la Enteritis del Visó (VEV). Això és un avantatge a l'hora de lluitar contra el virus, ja que l'ús de vacunes contra el PVF en gats i el PVC-2 en gossos confereix als animals una certa immunitat creuada. Però el virus continua mutant i les vacunes d'ús comercial actuals segueixen portant el PVC-2 aïllat a principis dels anys 80, de manera que, amb la ràpida mutació del virus podria provocar en qualsevol moment l'aparició d'una nova variant de PVC-2 que sigui resistent a les vacunes.

## Transmissió i patogènesi

### Vies de transmissió
La replicació del PVC al gos es realitza a l'epiteli intestinal i als teixit limfoides. La via d'entrada i el lloc de la primera replicació es produeix a les cèl·lules de la nasofaringe i de l'orofaringe, així com a les tonsil·les i altres teixit limfoides. La principal ruta d'infecció és a través de la via oral per mitjà de la matèria fecal, roba i sabates. El parvovirus caní és resistent a condicions climàtiques extremes i poden sobreviure durant llargs períodes. Es dissemina amb facilitat d'un lloc a un altre en el pèl o en les potes dels animals malalts o bé a les gàbies, les sabates, o qualsevol objecte contaminat.
El PCV2 és resistent a la majoria dels desinfectants comuns. L'hipoclorit de sodi d'ús domèstic i el peròxid de potassi són eficaces per eliminar el virus.

### Patogènesi
Després de la ingestió el virus es replica al teixit limfàtic regional de la faringe i tonsil·les, a continuació es produeix una virèmia primària i es dissemina per tot l'organisme, trobant-se aquest virus en diferents òrgans com el timus, el moll de l'os i els limfonodes mesentèrics; el dia 5 després de la infecció el virus arriba fins a les criptes de l'intestí prim on infecta a les cèl·lules germinals destruint-les, produint pèrdua de l'epiteli, escurçament de les vellositats i, a conseqüència d'això hi ha vòmit, diarrea i una deshidratació intensa.

## Parvovirosis canina i diagnòstic
La parvovirosi és la malaltia causada pel virus CPV-2 que infecta l'epiteli intestinal, produint necrosis de les criptes i atròfia de les vellositats. Els animals afectats, cursen generalment amb un quadre de depressió, vòmits, anorèxia i diarrees, que pot portar-los a la mort en pocs dies. És la malaltia més comuna en cadells no vacunats i pot produir miocarditis no supurativa amb infiltrat cel·lular, depenent de l'edat al moment de la infecció. Les manifestacions clíniques de la infecció per parvovirus poden ser molt variables, per això el seu diagnòstic no és fàcil i no sempre és fiable.

### Diagnòstic clínic
Els antecedents epidemiològics i la simptomatologia clínica, permeten la realització d'un diagnòstic presumptiu de la malaltia en la majoria dels casos, el que permet al veterinari iniciar teràpies de suport. No obstant, existeixen altres processos patològics que podrien presentar un quadre clínic semblant al de l'enteritis produït per parvovirus, aquests s'hauran de tenir en compte en el diagnòstic diferencial.

### Diagnòstic diferencial
La gastroenteritis també pot ser causada per altres patògens com el brom caní, infeccions per coronavirus, hepatitis, gastroenteritis hemorràgiques, enteritis parasitàries i infeccions bacterianes.
- Infeccions per coronavirus: una de les infeccions virals que més s'assembla a l'enteritis causada per parvovirus. Aquesta, en contrast, presenta un curs menys greu amb menys percentatges de mortalitat. Els animals es solen recuperar entre els 6-9 dies fins i tot sense tractament, però la diferenciació clínica és impossible.
- Brom caní: la infecció per aquest virus s'associa a un quadre clínic entèric amb diarrees, però també problemes respiratoris, nerviosos, exantematosis que permeten la diferenciació.
- Enteritis parasitàries: a vegades poden donar-se de forma simultània. S'han de considerar sobretot en cadells joves; la coccidiosi i la presència d'Ancylostoma spp. solen produir enteritis greus.

### Diagnòstic de laboratori
El laboratori pot ser molt útil per establir un diagnòstic. Són nombrosos els mètodes utilitzats en els laboratoris per establir el diagnòstic del parvovirus caní. Les tècniques per confirmar el diagnòstic són:
1. Hemoaglutinació i inhibició de l'hemoaglutinació (HA i IHA): el parvovirus és capaç d'aglutinar els glòbuls vermells de porc. S'utilitza per determinar la presència de parovirus en les femtes.
2. ELISA: Tots els cadells amb diarrea aguda s'han d'avaluar utilitzant la prova d'ELISA, dels antígens fecals.
3. Neutralització amb sèrums: dona resultats equivalent a les proves de HA i IHA.
4. Tècnica amb anticossos fluorescents: per descobrir antígens en talls histològics de la mucosa o en frotis de les femtes.
5. Aïllament del parvovirus en un cultiu a partir de les femtes infectades.
6. Microscòpia electrònica: demostració de la presència en femtes o teixits infectats.

Tot i que són proves molt fiables el període durant el qual es pot detectar el parvovirus en les femtes és limitat.

## Tractament
La supervivència de l'animal depèn del ràpid diagnòstic de la parvovirosis, l'edat del gos i de l'agressivitat del tractament, ja que actualment no existeixen productes que actuïn específicament en contra del parvovirus i, per tant, el tractament es recomana com a mesura auxiliar per contrarestar els efectes de la deshidratació i evitar l'aparició d'infeccions secundàries causades per bacteris amb fluïdoteràpia, vitamínics i antibiòtics. El tractament normalment requereix una llarga hospitalització.

### Fluidoteràpia
La primera actuació és sempre una fluïdoteràpia agressiva, intentant reposar el dèficit d'hidratació en les primeres 1-2 hores amb cristal·loides isotònics amb el Ringer lactato, combinats amb col·loides com l'hidroxialmidó o el dextrà en bols (5ml/kg), i transfusions de sang completa o plasma d'un gos donador que hagi sobreviscut a aquesta infecció, proveint al malalt d'immunitat passiva. Una vegada reposat el dèficit es continua amb una fluïdoteràpia de manteniment que reposi a més les pèrdues anormals per vòmits i diarrea amb cristal·loides isotònics.
La via d'administració més recomanada és intravenosa, l'aplicació subcutània pot oferir bons resultats i en comparació la via oral acostuma a ser inadequada, ja que el vòmit expulsa els líquids administrats amb objectius terapèutics.

### Tractaments farmacològics
L'administració d'antibiòtics d'ampli espectre és molt recomanada, ja que preveu la presentació d'infeccions secundàries. El tractament més recomanat és el que combina un beta-lactàmic com les peniciŀlines (amoxiciŀlina, ampiciŀlina) o cefalosporines, amb un aminoglucòsid que cobreix els gramnegatius, com l'amikacina o la gentamicina. Si volem a més cobrir bacteris anaeròbics, administrem metronidazole. Els aminoglucòsids poden causar insuficiència renal aguda, per tant han de ser utilitzats només en pacients hidratats.
També s'injecten antiemètics per evitar vòmits i nàusees com la metoclopramida, el dolastero, la clorpromacina i l'ondasteron entre d'altres, i medicaments analgèsics per alleujar el malestar de l'animal causat pels vòmits i la diarrea. L'ús d'analgèsics opioides però poden disminuir l'activitat del gos.
La via d'administració d'aquests fàrmacs pot ser subcutània, intramuscular o intravenosa.

## Prevenció
El més important per prevenir el parvovirus és mantenir una bona higiene en l'entorn del cadell i seguir estrictament el programa de vacunació decidit pel veterinari.
S'ha d'intentar evitar que l'animal entri en contacte amb altres gossos i sobretot amb els seus excrements fins que no hagi rebut la sèrie completa de vacunes. Principalment els cadells són molt susceptibles a la infecció, ja que la immunitat que els dona la llet materna disminueix abans que el sistema immunitari d'aquests maduri, quedant molt susceptibles. Per disminuir aquesta falta de protecció es recomana l'administració d'una sèrie de vacunes que donaran la protecció que el cadell necessita, aquestes sèries es donen entre la sisena i vuitena setmanes, entre la novena i onzena setmanes o entre la dotzena i setzena setmanes, després es dona una vacuna a l'any i es repeteix cada un o tres anys.